# Undekaprenilna difosfataza
Undekaprenilna difosfataza (EC 3.6.1.27, 55-izoprenilna difosfataza, 55-izoprenilna pirofosfataza, izoprenilna pirofosfataza, undekaprenil pirofosfatna fosfataza, undekaprenil pirofosfatna pirofosfataza, UPP fosfataza, Und-PP pirofosfataza, UppP, BacA, undekaprenil-difosfatna fosfohidrolaza, undekaprenil-difosfataza) je enzim sa sistematskim imenom ditrans,oktacis-undekaprenil-difosfat fosfohidrolaza. Ovaj enzim katalizuje sledeću hemijsku reakciju
ditrans,oktacis-undekaprenil difosfat + 2O {\displaystyle \rightleftharpoons } ditrans,oktacis-undekaprenil fosfat + fosfat
Ovaj enzim je izolovan iz bakterija Micrococcus lysodeikticus, Escherichia coli i Bacillus subtilis.

## Literatura
- Nicholas C. Price; Lewis Stevens (1999). Fundamentals of Enzymology: The Cell and Molecular Biology of Catalytic Proteins (Third изд.). USA: Oxford University Press. ISBN 019850229X.
- Eric J. Toone (2006). Advances in Enzymology and Related Areas of Molecular Biology, Protein Evolution (Volume 75 изд.). Wiley-Interscience. ISBN 0471205036.
- Branden C; Tooze J. Introduction to Protein Structure. New York, NY: Garland Publishing. ISBN 0-8153-2305-0.
- Irwin H. Segel. Enzyme Kinetics: Behavior and Analysis of Rapid Equilibrium and Steady-State Enzyme Systems (Book 44 изд.). Wiley Classics Library. ISBN 0471303097.

## Spoljašnje veze
- Undecaprenyl-diphosphate+phosphatase на 